# Liste der Nummer-eins-Hits in Neuseeland (2011)
Dies ist eine Liste der Nummer-eins-Hits in Neuseeland im Jahr 2011. Sie basiert auf den offiziellen Single und Albums Top 40, die im Auftrag von Recorded Music NZ, dem neuseeländischen Vertreter der IFPI, ermittelt werden. Es gab in diesem Jahr 16 Nummer-eins-Singles und 18 Nummer-eins-Alben.

## Singles
| ← 2010 ← | Liste der Nummer-eins-Hits in Neuseeland | Liste der Nummer-eins-Hits in Neuseeland | Liste der Nummer-eins-Hits in Neuseeland                                                                                               | 2012 →                    |
| \| Zeitraum \| Wo. ges. \| Interpret \| Titel Autor(en) \| Zusätzliche Informationen \| \| (Zeitraum, Wochen auf Platz eins, Interpret, Titel, Autor[en], zusätzliche Informationen) \| \| \| \| \| \| ----------------------------------------------------------------------------------------- \| -------- \| ------------------------------------- \| -------------------------------------------------------------------------------------------------------------------------------------- \| ------------------------- \| \| 20. Dezember 2010 – 9. Januar 2011 3 Wochen \| 3 \| Bruno Mars \| Grenade Claude Kelly, Peter Gene Hernandez, Christopher Steven Brown, Philip Martin Lawrence II, Ari Levine, Andrew Wyatt \| – \| \| 10. Januar 2011 – 16. Januar 2011 1 Woche \| 1 \| Chris Brown \| Yeah 3x Justin Scott Franks, Christopher Maurice Brown, Kevin McCall, Amber Denise Streeter, Adam Richard Wiles \| – \| \| 17. Januar 2011 – 23. Januar 2011 1 Woche \| 1 \| Britney Spears \| Hold It Against Me Max Martin, Lukasz Gottwald, Bonnie Leigh McKee, Mathieu Jomphe-Lepine \| – \| \| 24. Januar 2011 – 30. Januar 2011 1 Woche \| 1 \| Six60 \| Rise Up 2.0 James Fraser, Marlon Alexander Gerbes, Matiu John Anderson Walters \| – \| \| 31. Januar 2011 – 6. Februar 2011 1 Woche \| 1 \| Katy Perry feat. Kanye West \| E.T. Katy Perry, Max Martin, Lukasz Gottwald, Joshua Emanuel Coleman \| – \| \| 7. Februar 2011 – 13. Februar 2011 1 Woche \| 1 \| Guy Sebastian feat. Eve \| Who’s That Girl Guy Theodore Sebastian, Eve Jeffers \| – \| \| 14. Februar 2011 – 27. Februar 2011 2 Wochen \| 2 \| Lady Gaga \| Born This Way Fernando Garibay, Paul Blair, Stefani Germanotta, Jeppe Breum Laursen \| – \| \| 28. Februar 2011 – 13. März 2011 2 Wochen \| 2 \| Jessie J feat. B.o.B \| Price Tag Lukasz Gottwald, Jessica Ellen Cornish, Claude Kelly, Bobby Ray Simmons Jr. \| – \| \| 14. März 2011 – 3. April 2011 3 Wochen \| 3 \| Avalanche City \| Love Love Love David Peter Baxter \| – \| \| 4. April 2011 – 19. Juni 2011 11 Wochen \| 11 \| LMFAO feat. Lauren Bennett & GoonRock \| Party Rock Anthem Stefan Kendal Gordy, Skyler Austen Gordy, David Jamahl Listenbee, Peter Henry Schroeder III \| – \| \| 20. Juni 2011 – 3. Juli 2011 2 Wochen (insgesamt 5) \| 5 \| Adele \| Someone like You Adele Laurei Blue Adkins, Daniel D. Wilson \| – \| \| 4. Juli 2011 – 10. Juli 2011 1 Woche \| 1 \| Cobra Starship feat. Sabi \| You Make Me Feel … Mikkel Storleer Eriksen, Tor Erik Hermansen, Romel Cummings \| – \| \| 11. Juli 2011 – 31. Juli 2011 3 Wochen (insgesamt 5) \| 5 \| Adele \| Someone like You Adele Laurei Blue Adkins, Daniel D. Wilson \| – \| \| 1. August 2011 – 11. September 2011 6 Wochen \| 6 \| Maroon 5 feat. Christina Aguilera \| Moves Like Jagger Benjamin Joseph Levin, Ammar Malik, Karl Johan Schuster, Adam Noah Levine \| – \| \| 12. September 2011 – 23. Oktober 2011 6 Wochen \| 6 \| Gotye feat. Kimbra \| Somebody That I Used to Know Walter Andre E. De Backer, Luiz Bonfá \| – \| \| 24. Oktober 2011 – 25. Dezember 2011 9 Wochen \| 9 \| Rihanna feat. Calvin Harris \| We Found Love Calvin Harris \| – \| \| 26. Dezember 2011 – 8. Januar 2012 2 Wochen \| 2 \| LMFAO \| Sexy and I Know It David Jamahl Listenbee, Kenny Oliver, Stefan Kendal Gordy, Skyler Austen Gordy, George Matthew Robertson, Erin Beck \| – \| |                                          |                                          | |                           |
| ← 2010 |                                          |                                          | | → 2012 →                  |
| Zeitraum | Wo. ges.                                 | Interpret                                | Titel Autor(en) | Zusätzliche Informationen |
| (Zeitraum, Wochen auf Platz eins, Interpret, Titel, Autor[en], zusätzliche Informationen) |                                          |                                          | |                           |
| 20. Dezember 2010 – 9. Januar 2011 3 Wochen | 3                                        | Bruno Mars                               | Grenade Claude Kelly, Peter Gene Hernandez, Christopher Steven Brown, Philip Martin Lawrence II, Ari Levine, Andrew Wyatt              | –                         |
| 10. Januar 2011 – 16. Januar 2011 1 Woche | 1                                        | Chris Brown                              | Yeah 3x Justin Scott Franks, Christopher Maurice Brown, Kevin McCall, Amber Denise Streeter, Adam Richard Wiles                        | –                         |
| 17. Januar 2011 – 23. Januar 2011 1 Woche | 1                                        | Britney Spears                           | Hold It Against Me Max Martin, Lukasz Gottwald, Bonnie Leigh McKee, Mathieu Jomphe-Lepine                                              | –                         |
| 24. Januar 2011 – 30. Januar 2011 1 Woche | 1                                        | Six60                                    | Rise Up 2.0 James Fraser, Marlon Alexander Gerbes, Matiu John Anderson Walters                                                         | –                         |
| 31. Januar 2011 – 6. Februar 2011 1 Woche | 1                                        | Katy Perry feat. Kanye West              | E.T. Katy Perry, Max Martin, Lukasz Gottwald, Joshua Emanuel Coleman                                                                   | –                         |
| 7. Februar 2011 – 13. Februar 2011 1 Woche | 1                                        | Guy Sebastian feat. Eve                  | Who’s That Girl Guy Theodore Sebastian, Eve Jeffers                                                                                    | –                         |
| 14. Februar 2011 – 27. Februar 2011 2 Wochen | 2                                        | Lady Gaga                                | Born This Way Fernando Garibay, Paul Blair, Stefani Germanotta, Jeppe Breum Laursen                                                    | –                         |
| 28. Februar 2011 – 13. März 2011 2 Wochen | 2                                        | Jessie J feat. B.o.B                     | Price Tag Lukasz Gottwald, Jessica Ellen Cornish, Claude Kelly, Bobby Ray Simmons Jr.                                                  | –                         |
| 14. März 2011 – 3. April 2011 3 Wochen | 3                                        | Avalanche City                           | Love Love Love David Peter Baxter | –                         |
| 4. April 2011 – 19. Juni 2011 11 Wochen | 11                                       | LMFAO feat. Lauren Bennett & GoonRock    | Party Rock Anthem Stefan Kendal Gordy, Skyler Austen Gordy, David Jamahl Listenbee, Peter Henry Schroeder III                          | –                         |
| 20. Juni 2011 – 3. Juli 2011 2 Wochen (insgesamt 5) | 5                                        | Adele                                    | Someone like You Adele Laurei Blue Adkins, Daniel D. Wilson                                                                            | –                         |
| 4. Juli 2011 – 10. Juli 2011 1 Woche | 1                                        | Cobra Starship feat. Sabi                | You Make Me Feel … Mikkel Storleer Eriksen, Tor Erik Hermansen, Romel Cummings                                                         | –                         |
| 11. Juli 2011 – 31. Juli 2011 3 Wochen (insgesamt 5) | 5                                        | Adele                                    | Someone like You Adele Laurei Blue Adkins, Daniel D. Wilson                                                                            | –                         |
| 1. August 2011 – 11. September 2011 6 Wochen | 6                                        | Maroon 5 feat. Christina Aguilera        | Moves Like Jagger Benjamin Joseph Levin, Ammar Malik, Karl Johan Schuster, Adam Noah Levine                                            | –                         |
| 12. September 2011 – 23. Oktober 2011 6 Wochen | 6                                        | Gotye feat. Kimbra                       | Somebody That I Used to Know Walter Andre E. De Backer, Luiz Bonfá                                                                     | –                         |
| 24. Oktober 2011 – 25. Dezember 2011 9 Wochen | 9                                        | Rihanna feat. Calvin Harris              | We Found Love Calvin Harris | –                         |
| 26. Dezember 2011 – 8. Januar 2012 2 Wochen | 2                                        | LMFAO                                    | Sexy and I Know It David Jamahl Listenbee, Kenny Oliver, Stefan Kendal Gordy, Skyler Austen Gordy, George Matthew Robertson, Erin Beck | –                         |

## Alben
| ← 2010 ← | Liste der Nummer-eins-Hits in Neuseeland | Liste der Nummer-eins-Hits in Neuseeland | Liste der Nummer-eins-Hits in Neuseeland | 2012 →                    |
| \| Zeitraum \| Wo. ges. \| Interpret \| Titel \| Zusätzliche Informationen \| \| (Zeitraum, Wochen auf Platz eins, Interpret, Titel, zusätzliche Informationen) \| \| \| \| \| \| ------------------------------------------------------------------------------ \| -------- \| ---------------------- \| ------------------------- \| ------------------------- \| \| 15. November 2010 – 2. Januar 2011 7 Wochen \| 7 \| Susan Boyle \| The Gift \| – \| \| 3. Januar 2011 – 9. Januar 2011 1 Woche \| 1 \| Ronan Keating \| Duet \| – \| \| 10. Januar 2011 – 30. Januar 2011 3 Wochen (insgesamt 4) \| 4 \| Mumford & Sons \| Sigh No More \| – \| \| 31. Januar 2011 – 13. Februar 2011 2 Wochen (insgesamt 38) \| 38 \| Adele \| 21 \| – \| \| 14. Februar 2011 – 20. Februar 2011 1 Woche \| 1 \| Pink \| Greatest Hits … So Far!!! \| – \| \| 21. Februar 2011 – 27. Februar 2011 1 Woche \| 1 \| House of Shem \| Island Vibration \| – \| \| 28. Februar 2011 – 6. März 2011 1 Woche (insgesamt 38) \| 38 \| Adele \| 21 \| – \| \| 7. März 2011 – 13. März 2011 1 Woche (insgesamt 4) \| 4 \| Mumford & Sons \| Sigh No More \| – \| \| 14. März 2011 – 20. März 2011 1 Woche \| 1 \| Tiki \| In the World of Light \| – \| \| 21. März 2011 – 3. April 2011 2 Wochen (insgesamt 38) \| 38 \| Adele \| 21 \| – \| \| 4. April 2011 – 10. April 2011 1 Woche \| 1 \| Dennis Marsh \| Maori Songbook \| – \| \| 11. April 2011 – 17. April 2011 1 Woche (insgesamt 38) \| 38 \| Adele \| 21 \| – \| \| 18. April 2011 – 8. Mai 2011 3 Wochen \| 3 \| Foo Fighters \| Wasting Light \| – \| \| 9. Mai 2011 – 15. Mai 2011 1 Woche \| 1 \| Hayley Westenra \| Paradiso \| – \| \| 16. Mai 2011 – 29. Mai 2011 2 Wochen (insgesamt 38) \| 38 \| Adele \| 21 \| – \| \| 30. Mai 2011 – 5. Juni 2011 1 Woche \| 1 \| Lady Gaga \| Born This Way \| – \| \| 6. Juni 2011 – 4. September 2011 13 Wochen (insgesamt 38) \| 38 \| Adele \| 21 \| – \| \| 5. September 2011 – 11. September 2011 1 Woche \| 1 \| Red Hot Chili Peppers \| I’m with You \| – \| \| 12. September 2011 – 16. Oktober 2011 5 Wochen (insgesamt 38) \| 38 \| Adele \| 21 \| – \| \| 17. Oktober 2011 – 30. Oktober 2011 2 Wochen \| 2 \| Six60 \| Six60 \| – \| \| 31. Oktober 2011 – 6. November 2011 1 Woche \| 1 \| Coldplay \| Mylo Xyloto \| – \| \| 7. November 2011 – 13. November 2011 1 Woche \| 1 \| Florence + the Machine \| Ceremonials \| – \| \| 14. November 2011 – 27. November 2011 2 Wochen \| 2 \| Gin Wigmore \| Gravel & Wine \| – \| \| 28. November 2011 – 4. Dezember 2011 1 Woche \| 1 \| Rihanna \| Talk That Talk \| – \| \| 5. Dezember 2011 – 1. Januar 2012 4 Wochen (insgesamt 16) \| 16 \| Michael Bublé \| Christmas \| – \| |                                          |                                          |                                          |                           |
| ← 2010 |                                          |                                          |                                          | → 2012 →                  |
| Zeitraum | Wo. ges.                                 | Interpret                                | Titel                                    | Zusätzliche Informationen |
| (Zeitraum, Wochen auf Platz eins, Interpret, Titel, zusätzliche Informationen) |                                          |                                          |                                          |                           |
| 15. November 2010 – 2. Januar 2011 7 Wochen | 7                                        | Susan Boyle                              | The Gift                                 | –                         |
| 3. Januar 2011 – 9. Januar 2011 1 Woche | 1                                        | Ronan Keating                            | Duet                                     | –                         |
| 10. Januar 2011 – 30. Januar 2011 3 Wochen (insgesamt 4) | 4                                        | Mumford & Sons                           | Sigh No More                             | –                         |
| 31. Januar 2011 – 13. Februar 2011 2 Wochen (insgesamt 38) | 38                                       | Adele                                    | 21                                       | –                         |
| 14. Februar 2011 – 20. Februar 2011 1 Woche | 1                                        | Pink                                     | Greatest Hits … So Far!!!                | –                         |
| 21. Februar 2011 – 27. Februar 2011 1 Woche | 1                                        | House of Shem                            | Island Vibration                         | –                         |
| 28. Februar 2011 – 6. März 2011 1 Woche (insgesamt 38) | 38                                       | Adele                                    | 21                                       | –                         |
| 7. März 2011 – 13. März 2011 1 Woche (insgesamt 4) | 4                                        | Mumford & Sons                           | Sigh No More                             | –                         |
| 14. März 2011 – 20. März 2011 1 Woche | 1                                        | Tiki                                     | In the World of Light                    | –                         |
| 21. März 2011 – 3. April 2011 2 Wochen (insgesamt 38) | 38                                       | Adele                                    | 21                                       | –                         |
| 4. April 2011 – 10. April 2011 1 Woche | 1                                        | Dennis Marsh                             | Maori Songbook                           | –                         |
| 11. April 2011 – 17. April 2011 1 Woche (insgesamt 38) | 38                                       | Adele                                    | 21                                       | –                         |
| 18. April 2011 – 8. Mai 2011 3 Wochen | 3                                        | Foo Fighters                             | Wasting Light                            | –                         |
| 9. Mai 2011 – 15. Mai 2011 1 Woche | 1                                        | Hayley Westenra                          | Paradiso                                 | –                         |
| 16. Mai 2011 – 29. Mai 2011 2 Wochen (insgesamt 38) | 38                                       | Adele                                    | 21                                       | –                         |
| 30. Mai 2011 – 5. Juni 2011 1 Woche | 1                                        | Lady Gaga                                | Born This Way                            | –                         |
| 6. Juni 2011 – 4. September 2011 13 Wochen (insgesamt 38) | 38                                       | Adele                                    | 21                                       | –                         |
| 5. September 2011 – 11. September 2011 1 Woche | 1                                        | Red Hot Chili Peppers                    | I’m with You                             | –                         |
| 12. September 2011 – 16. Oktober 2011 5 Wochen (insgesamt 38) | 38                                       | Adele                                    | 21                                       | –                         |
| 17. Oktober 2011 – 30. Oktober 2011 2 Wochen | 2                                        | Six60                                    | Six60                                    | –                         |
| 31. Oktober 2011 – 6. November 2011 1 Woche | 1                                        | Coldplay                                 | Mylo Xyloto                              | –                         |
| 7. November 2011 – 13. November 2011 1 Woche | 1                                        | Florence + the Machine                   | Ceremonials                              | –                         |
| 14. November 2011 – 27. November 2011 2 Wochen | 2                                        | Gin Wigmore                              | Gravel & Wine                            | –                         |
| 28. November 2011 – 4. Dezember 2011 1 Woche | 1                                        | Rihanna                                  | Talk That Talk                           | –                         |
| 5. Dezember 2011 – 1. Januar 2012 4 Wochen (insgesamt 16) | 16                                       | Michael Bublé                            | Christmas                                | –                         |

## Jahreshitparaden
| ← 2010 ← | Liste der Nummer-eins-Hits in Neuseeland | Liste der Nummer-eins-Hits in Neuseeland | Liste der Nummer-eins-Hits in Neuseeland | 2012 →   |
| \| Singles \| Position# \| Alben \| \| ------------------------------------------------------------------------------------------------------------------------------------------------------------------------------------------------------------ \| --------- \| --------------------------------------- \| \| Party Rock Anthem LMFAO feat. Lauren Bennett & GoonRock Stefan Kendal Gordy, Skyler Austen Gordy, David Jamahl Listenbee, Peter Henry Schroeder III \| 1 \| 21 Adele \| \| Moves like Jagger Maroon 5 feat. Christina Aguilera Benjamin Levin, Ammar Malik, Karl Johan Schuster, Adam Noah Levine \| 2 \| Doo-Wops & Hooligans Bruno Mars \| \| Somebody That I Used to Know Gotye feat. Kimbra Walter Andre E. De Backer, Luiz Bonfá \| 3 \| Christmas Michael Bublé \| \| Someone like You Adele Adele Laurei Blue Adkins, Daniel D. Wilson \| 4 \| Six60 – The Album Six60 \| \| We Found Love Rihanna feat. Calvin Harris \| 5 \| Gravel & Wine Gin Wigmore \| \| Rolling in the Deep Adele Adele Laurei Blue Adkins, Paul Richard Epworth \| 6 \| Wasting Light Foo Fighters \| \| Price Tag Jessie J feat. B.o.B Lukasz Gottwald, Jessica Ellen Cornish, Claude Kelly, Bobby Ray Simmons Jr. \| 7 \| Born This Way Lady Gaga \| \| Give Me Everything Pitbull feat. Ne-Yo, Afrojack & Nayer Musik: Nick van de Wall; Text: Shaffer Smith, Armando Christian Pérez \| 8 \| Someone to Watch Over Me Susan Boyle \| \| On the Floor Jennifer Lopez feat. Pitbull Armando Christian Pérez, Nadir Khayat, Gonzalo Hermosa González, Ulises Hermosa González, Kinda Vivianne Hamid, Bilal Hajji, Achraf Jannusi, Geraldo Jacop Sandell \| 9 \| Sigh No More Mumford & Sons \| \| Don’t Forget Your Roots Six60 James Fraser, Matiu John Anderson Walters \| 10 \| Lioness: Hidden Treasures Amy Winehouse \| |                                          |                                          |                                          |          |
| ← 2010 |                                          |                                          |                                          | → 2012 → |
| Singles | Position#                                | Alben                                    |                                          |          |
| Party Rock Anthem LMFAO feat. Lauren Bennett & GoonRock Stefan Kendal Gordy, Skyler Austen Gordy, David Jamahl Listenbee, Peter Henry Schroeder III | 1                                        | 21 Adele                                 |                                          |          |
| Moves like Jagger Maroon 5 feat. Christina Aguilera Benjamin Levin, Ammar Malik, Karl Johan Schuster, Adam Noah Levine | 2                                        | Doo-Wops & Hooligans Bruno Mars          |                                          |          |
| Somebody That I Used to Know Gotye feat. Kimbra Walter Andre E. De Backer, Luiz Bonfá | 3                                        | Christmas Michael Bublé                  |                                          |          |
| Someone like You Adele Adele Laurei Blue Adkins, Daniel D. Wilson | 4                                        | Six60 – The Album Six60                  |                                          |          |
| We Found Love Rihanna feat. Calvin Harris | 5                                        | Gravel & Wine Gin Wigmore                |                                          |          |
| Rolling in the Deep Adele Adele Laurei Blue Adkins, Paul Richard Epworth | 6                                        | Wasting Light Foo Fighters               |                                          |          |
| Price Tag Jessie J feat. B.o.B Lukasz Gottwald, Jessica Ellen Cornish, Claude Kelly, Bobby Ray Simmons Jr. | 7                                        | Born This Way Lady Gaga                  |                                          |          |
| Give Me Everything Pitbull feat. Ne-Yo, Afrojack & Nayer Musik: Nick van de Wall; Text: Shaffer Smith, Armando Christian Pérez | 8                                        | Someone to Watch Over Me Susan Boyle     |                                          |          |
| On the Floor Jennifer Lopez feat. Pitbull Armando Christian Pérez, Nadir Khayat, Gonzalo Hermosa González, Ulises Hermosa González, Kinda Vivianne Hamid, Bilal Hajji, Achraf Jannusi, Geraldo Jacop Sandell | 9                                        | Sigh No More Mumford & Sons              |                                          |          |
| Don’t Forget Your Roots Six60 James Fraser, Matiu John Anderson Walters | 10                                       | Lioness: Hidden Treasures Amy Winehouse  |                                          |          |